# Олень Шомбургка

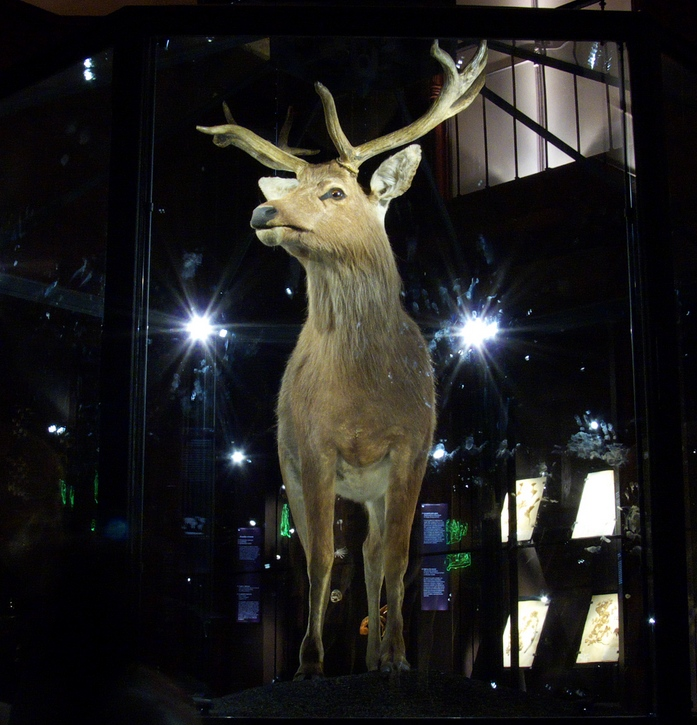
Единственное в мире чучело оленя Шомбургка

Олень Шомбургка (лат. Rucervus schomburgki) — вымерший вид семейства оленевых. Обитавший в центральном Таиланде, олень Шомбургка был описан Эдвардом Блитом в 1863 году и назван в честь сэра Роберта Германа Шомбургка, который был британским консулом в Бангкоке с 1857 по 1864 год. Считается, что олень Шомбургка вымер к 1938 году, но есть предположение, что вид может существовать до сих пор.

## Внешний вид и строение
Это был грациозный олень, по внешнему виду похожий на барасингу. Его шкура была тёмно-коричневого цвета с более светлым брюхом. Нижняя сторона хвоста была белой. У самцов имелись корзинообразные рога, на которых все основные зубья были разветвлёнными. Самки рогов не имели.

## Места обитания
Олени Шомбургка обитали на болотистых равнинах, поросших высокой травой, тростником и кустарником, в центральной части Таиланда, в частности в долине реки Чаупхрая недалеко от Бангкока. Эти животные избегали густой растительности. Они жили стадами, каждое из которых состояло из одного взрослого самца, нескольких самок и их детёнышей. Однако во время наводнений, происходящих в сезон дождей, стада были вынуждены собираться вместе на более высоких участках земли, которые могут в этот период превращаться в острова. Это сделало оленей Шомбургка лёгкой добычей для охотников.

## Вымирание
Коммерческое производство риса на экспорт началось в Таиланде в конце XIX века, что привело к превращению в плантации риса почти всех луговых и болотистых районов, где обитал олень Шомбургка. Интенсивная охота на рубеже XIX и XX веков продолжила сокращение численности вида, пока он не вымер.
Этих оленей добывали ради мяса и рогов, использовавшихся в традиционной китайской медицине.
Считается, что популяция оленей Шомбургка в природе исчезла из-за чрезмерного промысла в 1932 году, а последний живший в неволе олень этого вида был убит в 1938 году. Вид был указан как вымерший в Красном списке угрожаемых видов от 2006 года, выходящем под эгидой МСОП. Но некоторые учёные считают, что этот вид может существовать и сегодня. В настоящее время есть единственное чучело оленя Шомбургка, которое хранится в Национальном музее естественной истории в Париже. Оно изготовлено из шкуры животного, жившего там в зоопарке до 1868 года.
В 1991 году в магазине снадобий для традиционной китайской медицины в Лаосе были обнаружены необычные оленьи рога, которые Лоран Шазе, агроном, работающая на ООН, по фотографии определила как рога оленя Шомбургка.